# Égi madár (film, 2011)
Az Égi madár 2011-ben bemutatott magyar filmdráma, melyet Vitézy László rendezett Móricz Zsigmond azonos című regénye alapján.

## Rövid történet
Panni és Miska régen szerelmesek voltak, de nem maradhatnak együtt, és Panni rövidesen hozzá is megy jóval tehetősebb kérőjéhez, a nagygazda Komáromihoz. A házasságban azonban csak fuldoklik: új családja lenézi, mint ahogy ő sem tud felnézni urára, ráadásul egykori leánypajtásai is magára hagyják, ház körüli alkalmazottnak sem akar állni közülük egyik sem. Egy alkalommal Miska váratlanul visszatér, de Panni kimérten fogadja, sőt nemcsak hogy elhárítja, de férjének is beszámol a közeledéséről. Miután azonban Komáromi „férfiatlanul” semmit sem tesz a kihívóval szemben, csak másokkal dobatja ki a bálból, az asszony örökre meggyűlöli. Így amikor Miskával újra találkoznak, immár ő az, aki nem engedi, hogy a legény egyedül induljon vissza Pestre…

## Közreműködők

### Szereplők
- Tenki Réka – Panni
- Gáspár Sándor – Komáromi, nagygazda
- Csányi Sándor – Miska
- Szirtes Ági – Panni anyja
- Reviczky Gábor – Panni apja
- Gáspár Tibor – Komáromi testvére
- Radó Denise – Sógornő
- Andrádi Zsanett – Mari
- Vidnyánszky Attila –

### Alkotók
- Rendező: Vitézy László
- Író: Móricz Zsigmond
- Forgatókönyvíró: Sz. Szabó István, Vitézy László
- Operatőr: Papp Ferenc, Markert Károly
- Producer: Kálomista Gábor